# Hoffmannia parvifolia
Hoffmannia parvifolia är en måreväxtart som beskrevs av Julian Alfred Steyermark. Hoffmannia parvifolia ingår i släktet Hoffmannia och familjen måreväxter. Inga underarter finns listade i Catalogue of Life.